# Гановер Тауншип (округ Лузерн, Пенсільванія)
Гановер Тауншип (англ. Hanover Township) — селище (англ. township) в США, в окрузі Лузерн штату Пенсільванія. Населення — 11 445 осіб (2020).

## Демографія
Згідно з переписом 2010 року, у селищі мешкало 11 076 осіб у 4871 домогосподарстві у складі 2989 родин. Було 5356 помешкань
Расовий склад населення:
| - 93,5 % — білих - 3,2 % — чорних або афроамериканців - 0,6 % — азіатів - 0,1 % — корінних американців |

До двох чи більше рас належало 2,0 %. Частка іспаномовних становила 2,9 % від усіх жителів.
За віковим діапазоном населення розподілялося таким чином: 20,9 % — особи молодші 18 років, 60,6 % — особи у віці 18—64 років, 18,5 % — особи у віці 65 років та старші. Медіана віку мешканця становила 42,8 року. На 100 осіб жіночої статі у селищі припадало 86,8 чоловіків;  на 100 жінок у віці від 18 років та старших — 83,4 чоловіків також старших 18 років.
Середній дохід на одне домашнє господарство  становив 52 105 доларів США (медіана — 37 421), а середній дохід на одну сім'ю — 65 582 долари (медіана — 52 347). Медіана доходів становила 46 057 доларів для чоловіків та 35 608 доларів для жінок. За межею бідності перебувало 17,9 % осіб, у тому числі 33,1 % дітей у віці до 18 років та 12,8 % осіб у віці 65 років та старших.
Цивільне працевлаштоване населення становило 5047 осіб. Основні галузі зайнятості: освіта, охорона здоров'я та соціальна допомога — 24,7 %, роздрібна торгівля — 16,2 %, науковці, спеціалісти, менеджери — 11,0 %, фінанси, страхування та нерухомість — 8,6 %.